# Rebel Soul (album Kid Rocka)
Rebel Soul – dziewiąty album studyjny amerykańskiego wokalisty i muzyka Kid Rocka, wydany 19 listopada 2012 roku nakładem wytwórni muzycznej Atlantic Records.
Album dotarł do 10. miejsca listy Billboard 200 w Stanach Zjednoczonych sprzedając się w nakładzie 146 tys. egzemplarzy w przeciągu tygodnia od dnia premiery.

## Lista utworów
Opracowano na podstawie materiału źródłowego.
| Nr  | Tytuł utworu           | Autorzy                                         | Długość |
| --- | ---------------------- | ----------------------------------------------- | ------- |
| 1.  | „Chickens in the Pen”  | M. Young, M. Shafer, R.J. Ritchie               | 4:49    |
| 2.  | „Let's Ride”           | M. Young, R.J. Ritchie                          | 4:50    |
| 3.  | „3 CATT Boogie”        | M. Young, M. Shafer, R.J. Ritchie               | 4:24    |
| 4.  | „Detroit, Michigan”    | C.B. Williams, R.J. Ritchie, M. Rice, T. Clarke | 3:56    |
| 5.  | „Rebel Soul”           | C.B. Williams, R.J. Ritchie, M. Rice, T. Clarke | 4:02    |
| 6.  | „God Save Rock n Roll” | R.J. Ritchie                                    | 5:21    |
| 7.  | „Happy New Year”       | J. Eddie, R.J. Ritchie                          | 3:34    |
| 8.  | „Celebrate”            | A. Freed, K. Gattis, R.J. Ritchie               | 4:01    |
| 9.  | „The Mirror”           | R.J. Ritchie                                    | 4:46    |
| 10. | „Mr. Rock n Roll”      | M. Young, M. Shafer, R.J. Ritchie               | 6:37    |
| 11. | „Cucci Galore”         | C. Kennedy, R.J. Ritchie                        | 4:25    |
| 12. | „Redneck Paradise”     | E. Young, J. Young, M. Young, R.J. Ritchie      | 5:12    |
| 13. | „Cocaine and Gin”      | M. Miers                                        | 4:15    |
| 14. | „Midnight Ferry”       | R.J. Ritchie                                    | 5:18    |
|     |                        |                                                 | 1:05:30 |

## Twórcy
Opracowano na podstawie materiału źródłowego.

- Kid Rock - wokal prowadzący, perkusja, programowanie perkusji, miksowanie, produkcja muzyczna
- Herschel Boone, Jessica Wagner-Cowan, Shannon Curfman, Stefanie Eulinberg - wokal wspierający
- Aaron Julison - gitara basowa, wokal wspierający
- Mike E. Clark - programowanie perkusji, miksowanie
- Blake Mills, Audley Freed, Keith Gattis - gitara
- Jason Krause, Keith Gattis - gitara akustyczna
- Jason Krause - gitara, gitara akustyczna
- Marlon Young - gitara, gitara akustyczna, miksowanie
- Jimmie Bones - instrumenty klawiszowe, wokal wspierający
- Vinnie Dombroski - perkusja
- Stefanie Eulinberg - perkusja, wokal wspierający
- Dave McMurray - saksofon
- Patrick Fong - kierownictwo artystyczne, design
- Al Sutton, Glenn Brown, Mike E. Clark - realizacja nagrań
- Eric Ogden, Jeremy Deputat - zdjęcia

## Listy sprzedaży
| Lista                           | Kraj              | Pozycja | Status      |
| ------------------------------- | ----------------- | ------- | ----------- |
| Billboard 200                   | Stany Zjednoczone | 5       | złota płyta |
| Billboard Digital Albums        | Stany Zjednoczone | 3       | złota płyta |
| Media Control Charts            | Niemcy            | 24      |             |
| Billboard Canadian Albums Chart | Kanada            | 10      |             |
| UK Albums Chart                 | Wielka Brytania   | 157     |             |
| Ö3 Austria Top 40               | Austria           | 26      |             |